# Ahmed Shah Rauza

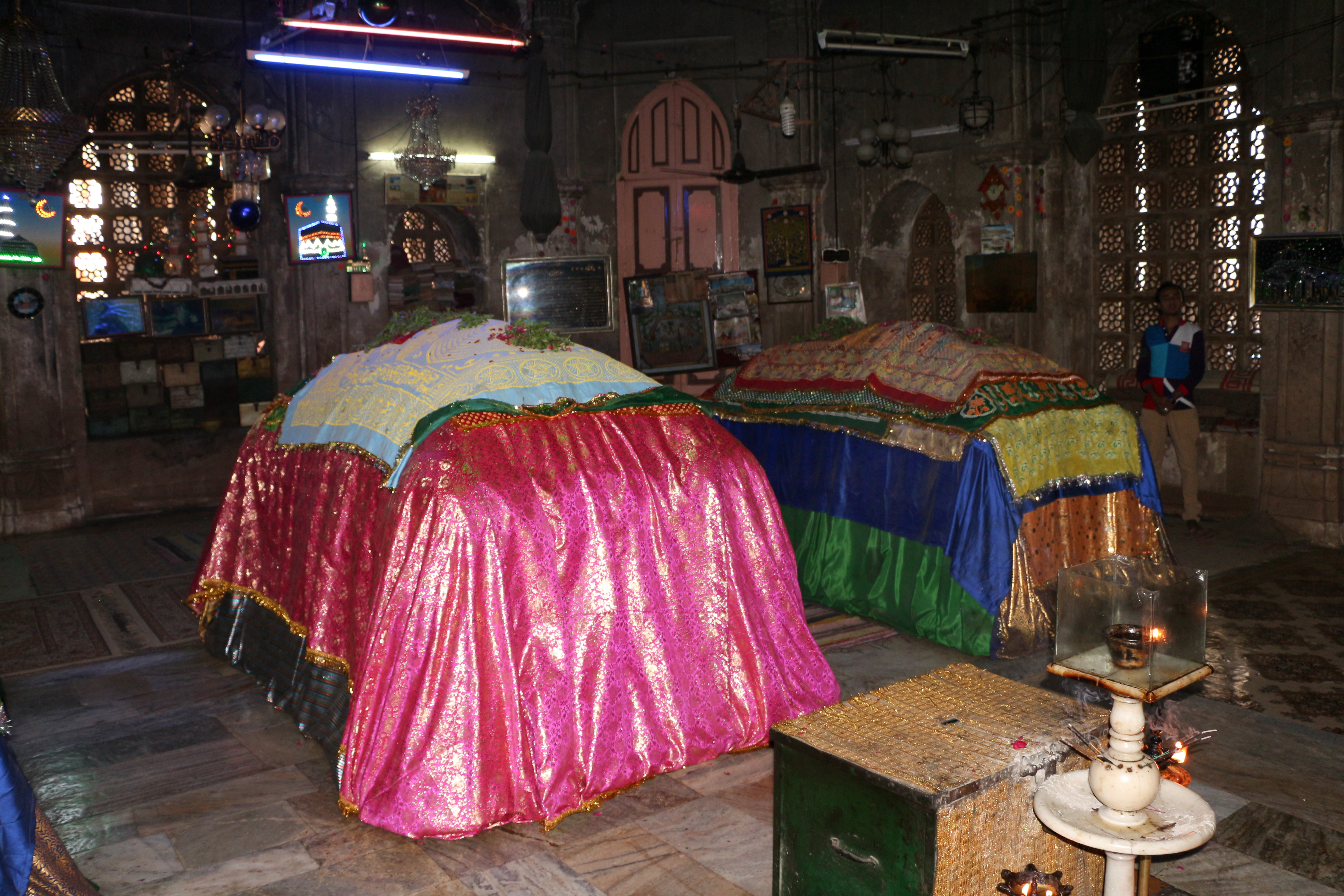
Tombe de Ahmed Shah

Ahmed Shah Rauza est une tombe située dans la mosquée Jami Masjid d'Ahmedabad.
Placée à l'est de la mosquée, le principal intérêt de la construction réside dans l'effort entrepris pour adapter un temple hindou existant en mausolée islamique.
Cette innovation de style sera plus tard utilisée comme modèle pour d'autres bâtiments au Gujarat. Ahmed Shah, son fils et son petit-fils y reposent.
La construction du mausolée a probablement été commencée sous Ahmed Shah (régnant de 1411 à 1442) et fut continuée après sa mort par son fils Muhammad Karim (régnant de 1442 à 1451). C'est un impressionnant cube avec des portiques au centre de chaque côté. À l'intérieur se trouve une pièce octogonale. Des coupoles forment la toiture. La coupole principale est surélevée.